# Dirfys-Mesapia
Dirfys-Mesapia (griego: Δίρφυς-Μεσσάπια) es un municipio de la República Helénica perteneciente a la unidad periférica de Eubea de la periferia de Grecia Central.
El municipio se formó en 2011 mediante la fusión de los antiguos municipios de Dirfys y Mesapia, que pasaron a ser unidades municipales. La capital del municipio es la villa de Psajná en la unidad municipal de Mesapia. El municipio tiene un área de 777,42 km².
En 2011 el municipio tenía 18 800 habitantes.
Se sitúa en el centro de la isla de Eubea, al norte de Calcis. El término municipal tiene salida por el norte al mar Egeo y por el suroeste al golfo Vórios Evvoïkós del golfo de Eubea.